# Korn
Korn (estilizado como KoЯn) es una banda estadounidense de nu metal de Bakersfield (California), formada originalmente en 1993 por James «Munky» Shaffer, Reginald «Fieldy» Arvizu y David Silveria, quienes eran miembros de la banda L.A.P.D. Su formación actual incluye a Shaffer (guitarra); Arvizu (bajo); Brian «Head» Welch (guitarra); Jonathan Davis (voz) y Ray Luzier (batería), quien reemplazó a Silveria en 2007. La banda es conocida por ser pionera en el género nu metal y por llevarlo al mainstream.
Korn grabó una cinta de demostración, Neidermayer's Mind, en 1993, que se distribuyó gratuitamente a las compañías discográficas y, a pedido, al público. Su álbum debut, Korn, fue lanzado en 1994, seguido por su éxito comercial, Life is Peachy, en 1996. La banda experimentó su primer gran éxito comercial con Follow the Leader (1998) e Issues (1999), ambos debutaron en el número uno del Billboard 200. El éxito comercial de la banda continuó con Untouchables (2002); Take a Look in the Mirror (2003); y See You on the Other Side (2005).
Un álbum recopilatorio, Greatest Hits Vol. 1, fue lanzado en 2004, abarcando una década de sencillos y concluyendo el contrato de grabación de la banda con Immortal Records y Epic Records. Firmaron con Virgin Records y lanzaron See You on the Other Side en 2005, y un álbum sin título en 2007. Otros álbumes recientes de la banda, Korn III: Remember Who You Are (2010) y The Path of Totality (2011), se lanzaron a través de Roadrunner Records, y The Paradigm Shift (2013) se lanzó a través de Prospect Park y Caroline Records. The Serenity of Suffering (2016) vio su regreso a Roadrunner Records, a través de la cual se lanzó The Nothing el 13 de septiembre de 2019. Su último álbum, Requiem, se lanzó a través de Loma Vista Recordings el 4 de febrero de 2022.
En 2021, Korn había vendido más de 40 millones de discos en todo el mundo. Varios de sus lanzamientos han sido certificados como oro, platino o multiplatino por la Recording Industry Association of America (RIAA). Catorce de los lanzamientos oficiales de la banda han llegado a estar entre los diez primeros del Billboard 200, ocho de los cuales han llegado a estar entre los cinco primeros. Korn ha ganado dos premios Grammy de ocho nominaciones y dos premios MTV Video Music Awards de once nominaciones. Varios de sus vídeos musicales recibieron una importante difusión en el programa Total Request Live de MTV, y estuvieron entre los primeros en ser retirados del programa, entre ellos «Got the Life» y «Freak on a Leash».

## Historia

### 1989-1993: primeros años y formación

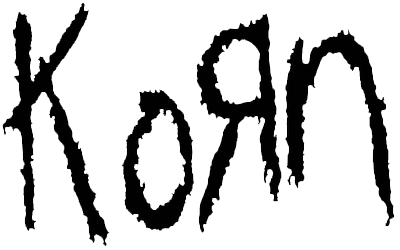
El logotipo original de Korn diseñado por Jonathan Davis

Antes de que se formara Korn, tres de los miembros originales de la banda estaban asociados con la banda L.A.P.D.: James Shaffer, Reginald Arvizu y David Silveria. El grupo originalmente estaba formado por Shaffer, Arvizu y el vocalista principal Richard Morrill; Silveria se unió cuando tenía 16 años. Cuando la banda se mudó de Bakersfield (California) a Los Ángeles, Silveria abandonó la escuela secundaria y Shaffer se quedó en Bakersfield. Cuando Shaffer se reunió con la banda, encontraron un representante y lanzaron un EP titulado Love and Peace Dude en 1989 a través de Triple X Records. L.A.P.D. lanzó su único álbum de estudio de larga duración Who's Laughing Now el 3 de mayo de 1991. Después del lanzamiento del álbum, Morrill se apartó del conjunto. El trío restante también fue conocido brevemente como Creep y grabaron un demo con un cantante llamado Corey antes de reclutar a Brian Welch y Jonathan Davis para formar la banda que luego se convertiría en Korn.
Al pensar en el nombre de la banda, alguien sugirió «corn», pero la banda lo rechazó. Shaffer luego tuvo la idea de escribir el nombre con una «K» en lugar de una «C» y una «R» al revés, para que el nombre de la banda apareciera como «KoЯn». La idea de usar una «R» al revés surgió del logotipo de la tienda de juguetes Toys R Us, para la que muchos de los miembros de la banda habían trabajado anteriormente. Silveria explicó que el logotipo, diseñado por Davis, «la música hace el nombre, porque Korn es un nombre tonto. Pero una vez que nos consolidamos, hace que el nombre sea genial».
Korn alquiló un estudio de Jeff Creath llamado Underground Chicken Sound, en Huntington Beach (California). Mientras grababan allí, una multitud se congregaba afuera del estudio. La banda comenzó a tocar un preludio de una canción posterior, «Clown», atrayendo a un público aún mayor. Arvizu comentó que la multitud se reunió porque sonaba muy «diferente». Korn comenzó a dar conciertos en el verano de 1993, y sus miembros comentaban que las giras eran un «dolor». Mientras estaban en Huntington Beach, Paul Pontius, empleado de A&R de Immortal Records, los descubrió. Pontius describiría el sonido de Korn como «el nuevo género del rock». En 1993, Korn lanzó su primer álbum demo, Neidermayer's Mind, que tuvo una edición muy limitada. No fue bien recibido por los críticos ni por el público. Fue lanzado a compañías discográficas y a personas que completaron un volante que se entregó en los conciertos que tocaron gratis con Biohazard y House of Pain. Con esta demo, Korn fue pionero en el sonido, los riffs y el ritmo del nu metal.

### 1994-1997:Korn,Life Is Peachyy reconocimiento
En mayo de 1994, Korn comenzó a registrar su álbum debut homónimo con Ross Robinson. La grabación finalizó a finales del mes siguiente, y el 11 de octubre, el álbum debut de la banda se lanzó a través de Immortal Records —un sello de Epic—; alcanzó el número uno en la lista Billboard Heatseekers Albums y finalmente alcanzaría el número 72 en el Billboard 200 en febrero de 1996. El álbum recibió críticas positivas y se dice que estableció la nueva ola del metal. Además de impulsar el género nu metal, también impulsó la carrera musical del productor discográfico Ross Robinson e influyó en bandas como Slipknot, Coal Chamber y Limp Bizkit.
Después de que la banda terminó de grabar el álbum, comenzaron una gira con Biohazard y House of Pain. Su compañía discográfica les proporcionó suficiente dinero para su propio autobús de gira. El primer concierto de Korn fue en Atlanta. A mitad de la gira, el autobús que les había proporcionado la discográfica de Korn dejó de funcionar y la banda tuvo que buscar uno nuevo. Su primera gira no tuvo mucho éxito promocionando el álbum.
Korn salió de gira con la banda de hardcore punk Sick of It All en enero de 1995. La banda emprendió su primera gira europea, que incluyó conciertos en LA2 de Londres y L'Arapaho de París. Más tarde ese mismo año, Korn fue elegido, junto con Deftones, como teloneros directos de Ozzy Osbourne. El álbum homónimo de Korn obtuvo disco de oro en plena gira y finalmente fue certificado dos veces platino por la Recording Industry Association of America (RIAA). Además de las giras, Korn lanzó cuatro sencillos. «Blind» se lanzó el 1 de agosto de 1994 y «Shoots and Ladders» el 31 de octubre de 1995. Este último recibió una nominación al Grammy en 1997 a la Mejor Interpretación de Metal. «Need To» también se lanzó el 8 de abril de 1995. El cuarto y último sencillo, «Clown», se lanzó el 2 de febrero de 1996. «Blind» fue el único sencillo en entrar en las listas, alcanzando el puesto número 15 en la Canadian RPM Alternative 30.
Tras el éxito de su debut, Korn decidió volver al estudio para grabar un segundo álbum. Para entonces, la banda ya había creado una base de fanáticos, con entre 200 y 250 conciertos, y las expectativas para su siguiente álbum eran altas. Regresaron al estudio a principios de abril de 1996 en Indigo Ranch Studios, Malibú (California).
| Entramos con mucha energía y queríamos terminarlo rápido para capturar esa energía. Así que probablemente fue un 60 % sabiendo lo que iba a tocar y un 40 % tocando lo que se me ocurriera en ese momento… Terminó muy bien, y tiene una energía que probablemente no habría conseguido si lo hubiera planeado todo de antemano.—David Silveria sobre la calidad de la batería de Life Is Peachy. |

Life Is Peachy se lanzó el 15 de octubre de 1996 y, a pesar de su escasa difusión en radio y televisión, el álbum debutó en el número tres de la lista Billboard 200 y alcanzó el número uno en Nueva Zelanda. El álbum vendió 106 000 copias en su primera semana. Jon Pareles, del New York Times, comentó que la banda estaba «enojada con todo el mundo, incluso con ellos mismos». El álbum fue certificado doble platino en Estados Unidos, platino en Australia y oro en Canadá.
El primer sencillo, «No Place to Hide», le valió una nominación al Grammy a la Mejor Interpretación de Metal. «A.D.I.D.A.S.» fue lanzado como segundo sencillo el 4 de marzo de 1997. Se convirtió en el primer sencillo de la banda en aparecer en Billboard, alcanzando el número 13 en la lista Bubbling Under Hot 100. El tercer sencillo, «Good God», se lanzó el 14 de julio de 1997. En 1997, se lanzó un disco promocional para promocionar tanto a la banda como la gira Life Is Peachy Tour con Incubus y The Urge, que incluía tres temas en vivo.

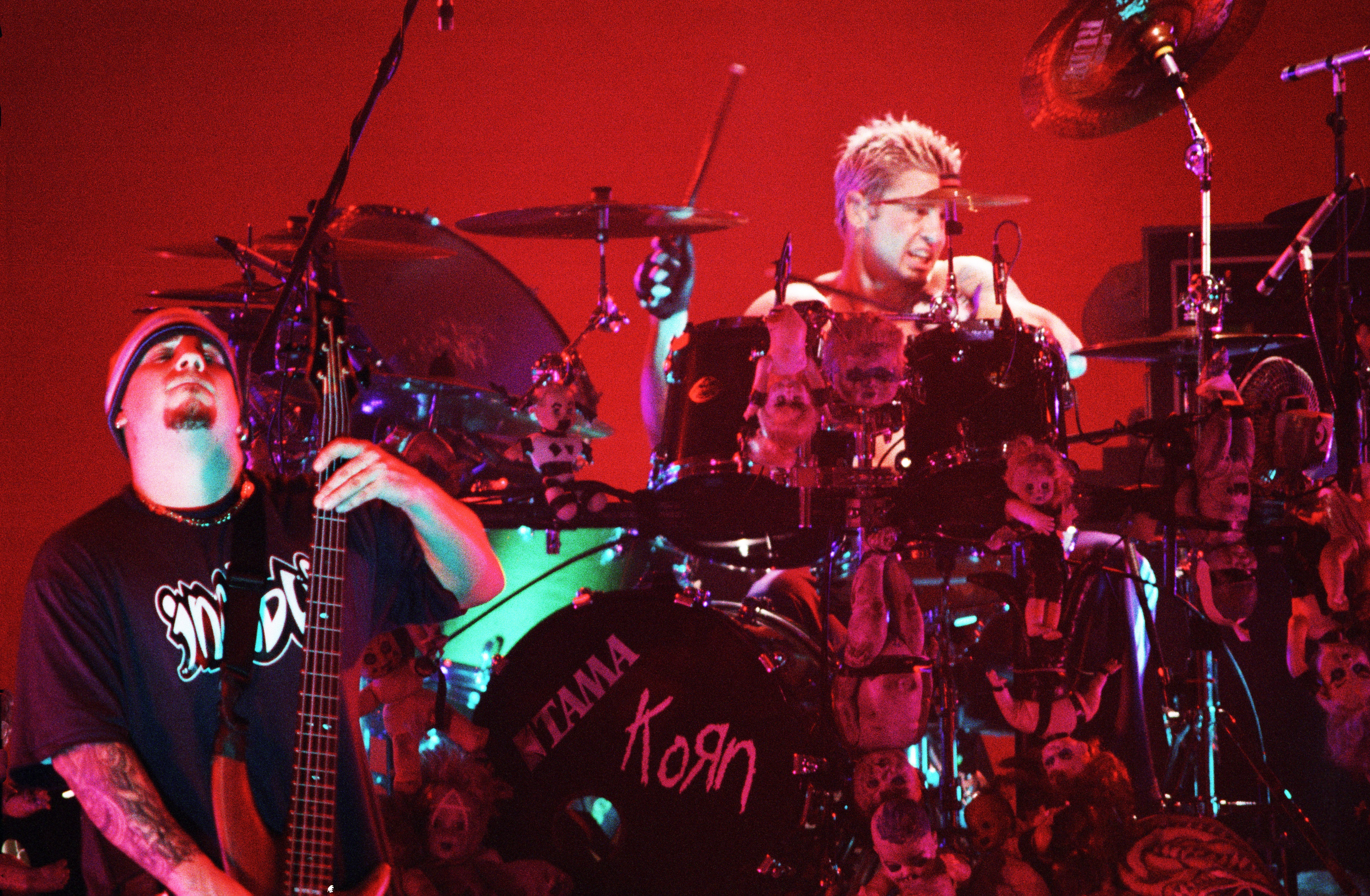
Arvizu (izquierda) y Silveria (derecha) en la Brixton Academy (Londres) durante la gira Life Is Peachy, el 24 de febrero de 1997

Korn ganó más popularidad tras coencabezar el festival de verano Lollapalooza en 1997 junto a Tool. Sin embargo, Korn se vio obligado a suspender las giras después de que a Shaffer le diagnosticaran meningitis viral. La banda permaneció relativamente tranquila durante el final del año, descansando y estableciendo nuevas metas. Posteriormente, la banda fundó su propio sello, Elementree Records, para fichar y presentar nuevas bandas a sus fanáticos. El sello estaba dirigido por Davis, quien inicialmente fichó a Orgy. Silveria influyó en Davis para que los fichara.
Antes del lanzamiento de Follow the Leader en 1998, Gretchen Plewes, subdirectora de una escuela secundaria de Zeeland (Michigan), declaró en una entrevista para un periódico de Michigan que la música de Korn era «indecente, vulgar, obscena y con intenciones insultantes» tras suspender por un día a un estudiante llamado Eric VanHoven por usar una camiseta con el logotipo de Korn. La estación de FM WKLQ fue filmada regalando cientos de camisetas de Korn, donadas por la banda, en el exterior de la escuela. La escuela llamó a la Policía del Condado de Ottawa, pero terminaron ayudando a repartir las camisetas. Korn presentó una orden de cese y desistimiento contra Plewes y el distrito escolar por sus comentarios. También amenazaron con una demanda multimillonaria, pero desistieron de ambas acciones debido a la vida privada de los miembros de la banda. El período de 1993 a 1997 se plasmó en el uso de ropa de la marca Adidas.

### Follow the Leader y The Family Values Tour(1998-1999)
Follow the Leader es el tercer álbum de estudio de la banda estadounidense de nu metal Korn, lanzado el 18 de agosto de 1998, a través de las discográficas Inmortal y Epic Records. Logró vender sólo en los Estados Unidos 5 000 000 de copias y en ventas mundiales alcanzó las 10 000 000 de unidades. La grabación del disco estuvo a cargo de la banda y de los productores Steve Thompson y Toby Wright, en Hollywood, California, a través de Immortal Records y Epic Records.
Después de haber trabajado en su anterior álbum de estudio, Life is Peachy (1996), la banda regresó nuevamente a los estudios para grabar Follow the Leader. En la producción de este material, la banda ofreció la opción a sus fanes de ver el trabajo que se realizaba, tanto en el estudio, como detrás de las escenas. Gran parte de la grabación del álbum fue documentada en un programa semanal vía Internet llamado "KornTV", donde también se publicaron entrevistas y conciertos de trabajos anteriores. La agrupación musical Disturbed, tomó como base la portada de este material y la implementó en su trabajo Ten Thousand Fists, en 2005. La portada del álbum aparece en el video musical de «Freak on a Leash». El álbum se caracterizó por las colaboraciones de distintos vocalistas invitados, incluyendo a personalidades del mundo cinematográfico y musical como Ice Cube («Children of the Korn»), Fred Durst («All in the Family»), Slimkid3 («Cameltosis») y Cheech Marin (Earache My Eye). Por otra parte, los artistas Greg Capullo y Todd McFarlane fueron los encargados de diseñar la carátula del disco. Además la relación con estas bandas no termina, la banda crea un tour llamado The Family Values Tour en la cual estuvieron junto a Korn cuatro grandes agrupaciones en esa época, Rammstein, Ice Cube, Limp Bizkit y Orgy estuvieron de tour todo EE. UU. y parte de Canadá. Ice Cube fue remplazado por Incubus en las últimas cuatro fechas del tour.

### Issues(1999-2001)
Issues es el cuarto álbum de estudio de Korn. Lanzado el 16 de noviembre de 1999 por Immortal y Epic Records. El disco tiene 4 portadas distintas, diseñadas todas ellas por los propios fanes gracias a un concurso de MTV.
Este trabajo recibió críticas de todo tipo, pero es uno de los preferidos por los fanes. Gracias a singles como "Falling Away from Me" y "Somebody Someone". Tras el éxito de Follow the Leader, donde la banda criticaba los miles de bandas que comenzaban a imitar el rap metal que los propios Korn se atribuían como suyo, la banda decide realizar un disco más potente. En Issues la banda de Jonathan Davis se apartan algo del rap y su sonido se vuelve más sórdido y oscuro, como se puede apreciar en temas como, el citado anteriormente, Somebody Someone. El apartado sórdido se refleja, claramente, en el videoclip de este sencillo.

### Untouchables(2002)

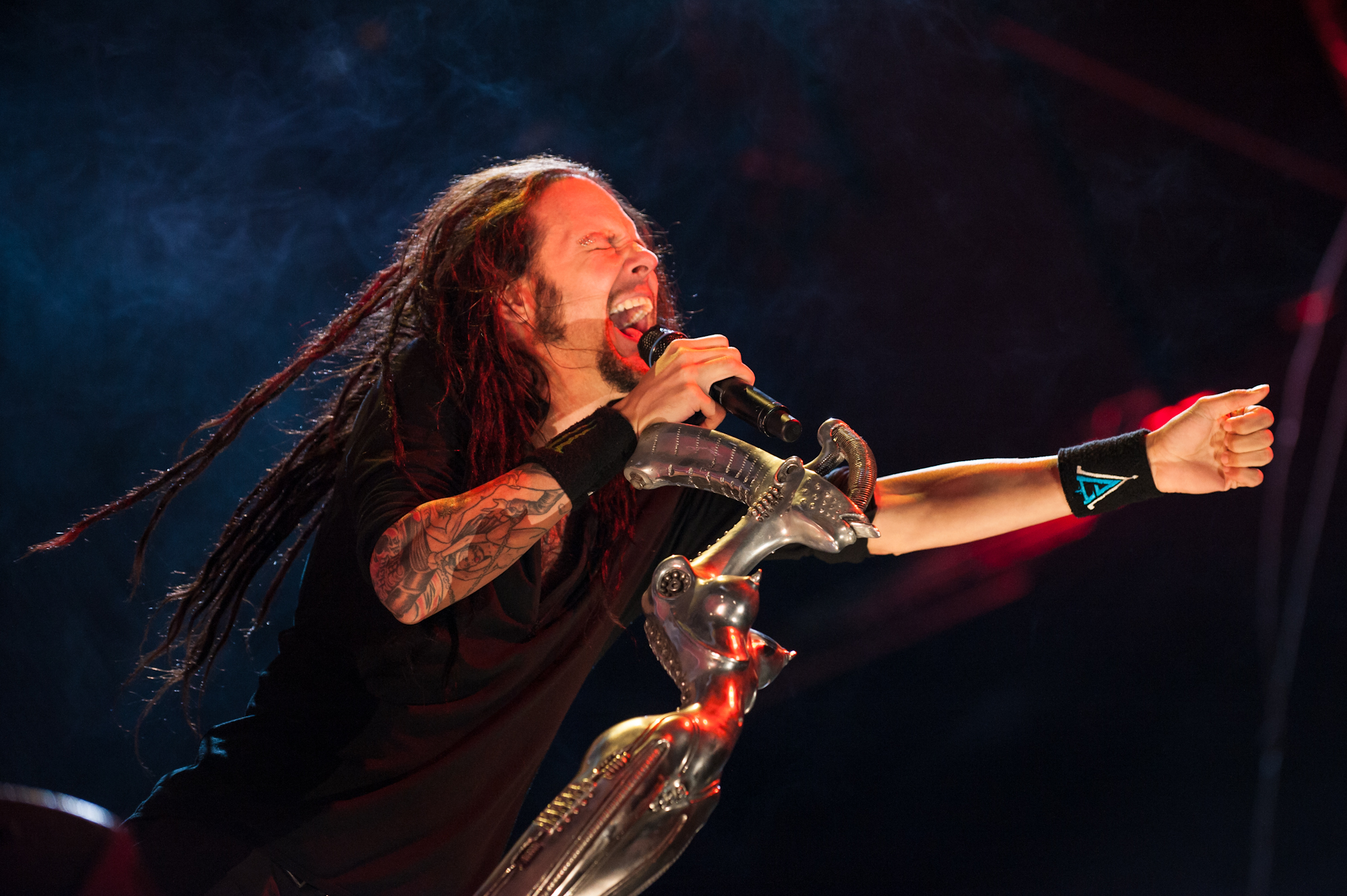
Jonathan Davis en concierto con Korn.

Untouchables es el quinto álbum de estudio de Korn. Epic Records e Immortal vuelven a firmar este disco, lanzándolo al mercado el 11 de junio de 2002. La producción sí vuelve a cambiar, siendo esta vez Michael Beinhorn, un especialista del género metal que ya había trabajado con bandas como Marilyn Manson, Hole, Ozzy Osbourne o Social Distortion. El álbum siguió cosechando éxitos: 434.126 copias vendidas la primera semana en Estados Unidos.
Considerado un "infaltable" por algunos y una vergüenza para otros, lo cierto de "Untouchables" es que en él Davis nos muestra nuevos matices de su voz y unas letras oscuras que hacen de este disco un álbum denso y poco digerible en primera instancia, esto potenciado por la sobreproducción existente.

### Take a Look in the Mirror(2003-2004)
Take a Look in the Mirror es el sexto álbum de estudio en la discografía de la banda. Lanzado el 25 de noviembre de 2003 por Epic Records e Immortal y producido esta vez por Jonathan Davis y los propios Korn. El disco vuelve, tímidamente, a sus raíces raperas y nu metal de sus orígenes como en Play Me, donde colabora con el rapero Nas. Jonathan Davis no incluía una colaboración en sus discos desde Follow the Leader, cuando lo hizo por partida doble, con Fred Durst y Ice Cube. Se incluyen los sencillos Did My Time (incluida también en la banda sonora de la película de Angelina Jolie, Lara Croft Tomb Raider: La cuna de la vida), Right Now, Y'All Want A Single y Everything I've Known. Como regalo a los fanes se encuentra al final de la pista When Will This End la versión de One, de Metallica, cantada en directo en el homenaje-tributo a Metallica en MTV.
Greatest Hits, Vol. 1 es un álbum recopilatorio de grandes éxitos de la banda Korn lanzado en octubre de 2004, y ha vendido más de 1 850 000 copias mundialmente. Este es el último álbum con el exguitarrista Brian "Head" Welch. El álbum presenta varias canciones de los primeros 10 años de carrera de la banda, además de dos canciones inéditas. La primera es un cóver de "Word Up!" de Cameo, mientras que la segunda es una conjunción de las tres partes de Another Brick in the Wall y "Goodbye Cruel World" de Pink Floyd.

### See You on the Other Side, Live & Rare, la partida de Brian Welch (2005-2006)

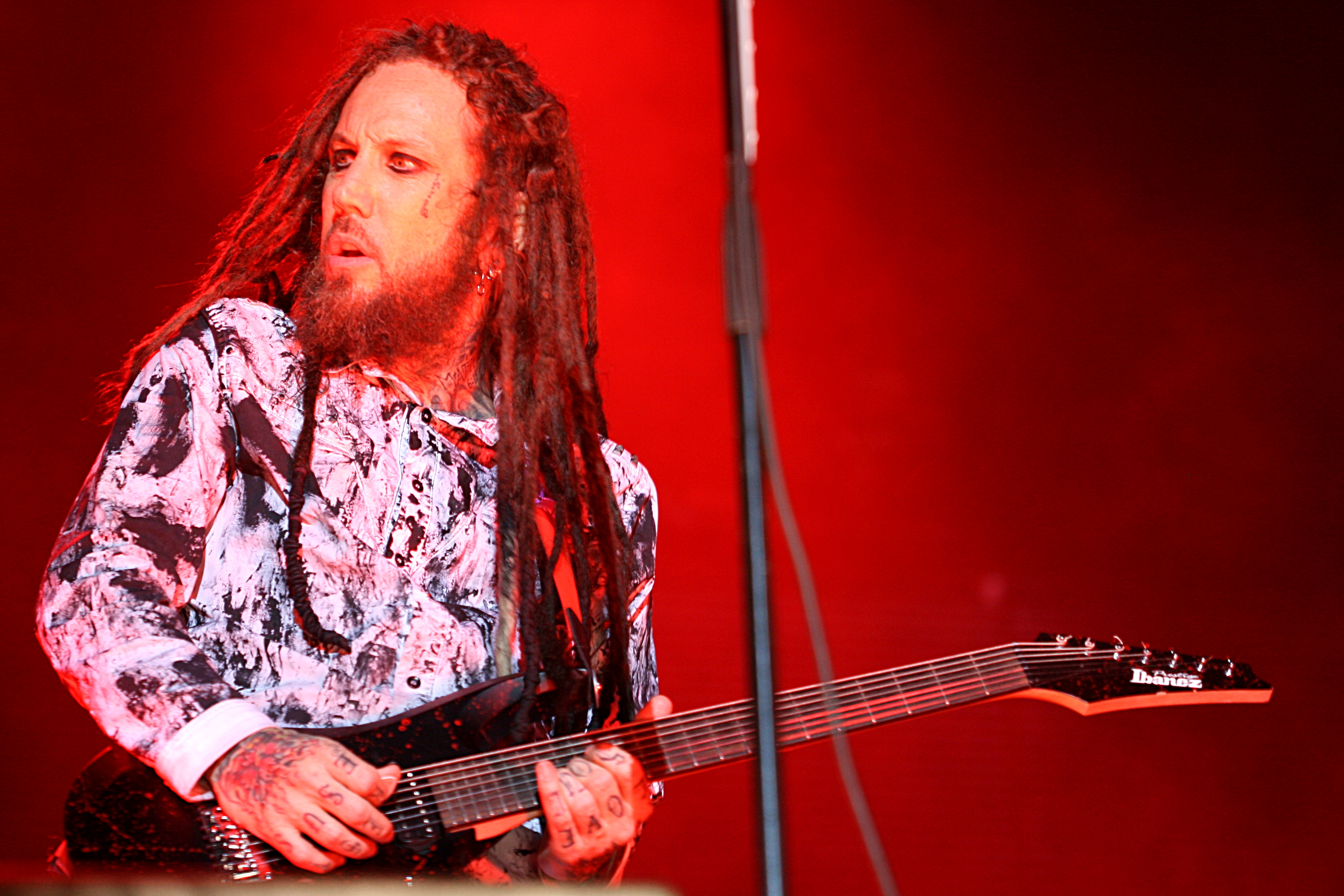
Brian Welch en concierto con Korn.

Es el séptimo álbum de estudio de la banda Korn, este ha vendido más de 2 400 000 de copias mundialmente. Salió a la venta el 6 de diciembre de 2005 y fue grabado en el estudio de la casa del vocalista Jonathan Davis donde se grabó el disco Take a Look in the Mirror. El primer sencillo del disco fue Twisted Transistor, el cual empezó a oírse en la radio desde noviembre del 2005, una semana antes del estreno del álbum este ya estaba en internet, pero al cabo del primer mes ya habían vendido más de 1 millón de copias mundialmente. La carátula fue dibujada y pintada por David Stoupakis, un amigo pintor surrealista de Davis, el cual se basó en la letra de la canción Seen It All.
El disco, al igual que los últimos trabajos desde Untouchables, salió en un par de versiones, una normal que incluía 14 canciones, y una edición de lujo, que tenía dos discos, uno con las 14 canciones de la versión normal y el otro con 5 canciones extras y un par de videos para PC. Live & Rare es un álbum recopilatorio de Korn que fue lanzado el 9 de mayo de 2006, y presenta trece canciones; las primeras siete del DVD del show del año 2003 en CBGB en New York, que se encuentran en las ediciones especiales de Greatest Hits Vol. 1, dos del show de Woodstock 1999, tres covers (dos son canciones ocultas, una de Follow the Leader y la otra de Take a Look in the Mirror, y "Proud" de la banda sonora de I Know What You Did Last Summer). Esta compilación fue lanzada después de que Korn dejara Sony BMG Records, por lo que es probable que la banda no haya contribuido en el armado de la lista de canciones.
Welch abandonó Korn mediante una publicación el 22 de febrero de 2005, meses antes del lanzamiento y grabación de See You On The Other Side. Su cargo vacante lo ocupó Rob Patterson, exintegrante de Otep, que sólo fue el guitarrista de Korn en la gira mundial de See You On The Other Side y en algunas canciones del MTV Unplugged: Korn. Tal y como aseguraron los representantes de Korn, Welch abandonó la banda para dedicar su vida a su hija y a Dios. Al parecer el 8 de febrero de 2005 Welch presentó una carta de renuncia a los mánagers en la que enumeró una serie de puntos en los que no estaba nada de acuerdo, como por ejemplo objeciones morales hacia la música y videos de la agrupación. La web oficial de Korn anunció que "ha escogido a Jesucristo como su salvador, y desde ahora dedicará su música a ese propósito".
Como dato curioso, en el 2006 durante una presentación en el Download Festival la banda casi de queda obligada a cancelar su presentación porque el vocalista Jonathan Davis fue hospitalizado en U.K por motivos desconocidos, pero gracias a varios vocalistas cómo, Dez Fafara (Coal Chamber, DevilDriver), M. Shadows (Avenged Sevenfold), Corey Taylor (Slipknot, Stone Sour), Benji Webbe (Skindred), Jesse Hasek (10 Years) y Matt Heafy (Trivium) interpretaron las ocho canciones del corto setlist de esa presentación.

### MTV Unplugged: Kornyuntitled(2007-2009)

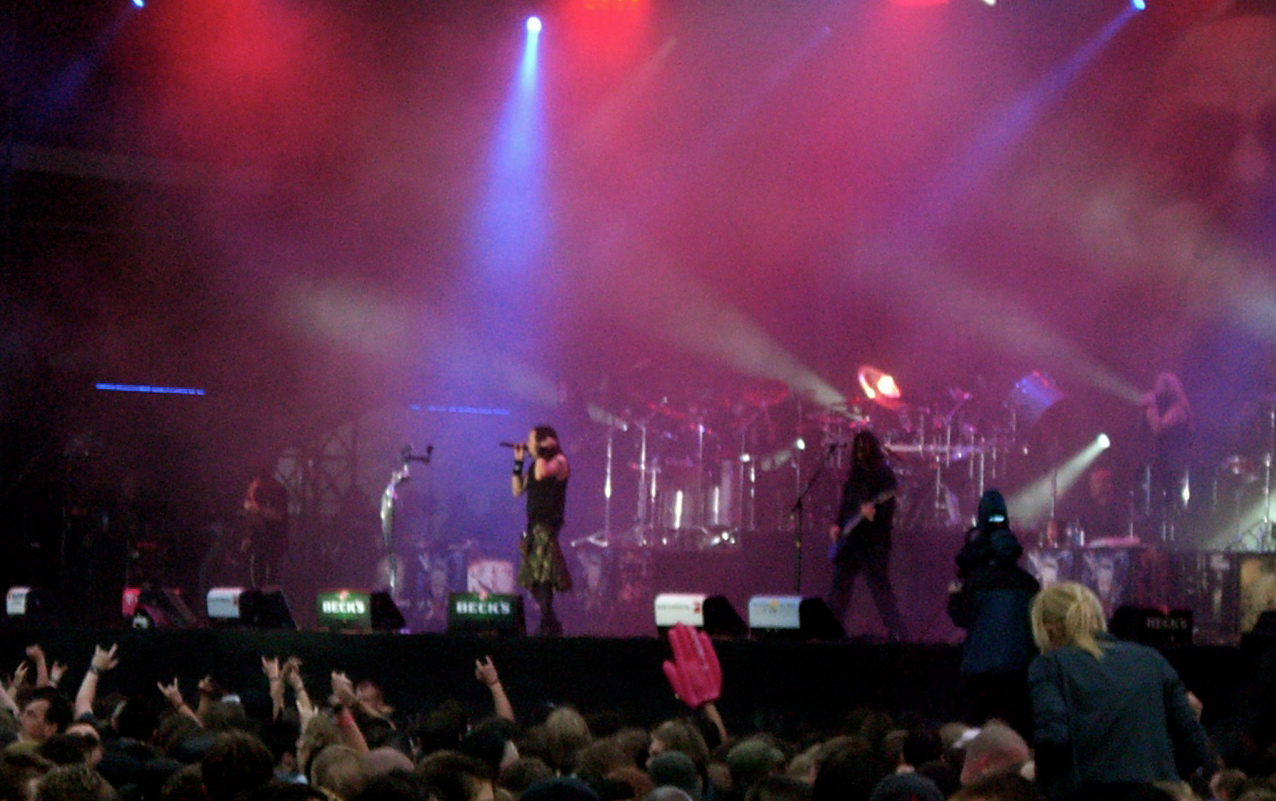
Korn tocando en un concierto en 2007.

El grupo acabó su contrato con Sony Records y llegaron a un acuerdo con EMI Music y Virgin Records. En las navidades de 2005 llegó See You on the Other Side, el primer disco sin "Head" como miembro de la banda. En 2006, la banda comenzó una gira mundial y la publicación de Live & Rare, CD/DVD con temas en directo.
Korn repitió su festival, Family Values Tour, que por primera vez contó con 2 escenarios y 10 bandas en total, además de eventos extras como una cancha de paintball y strippers.
Korn publicó en el blog de Jonathan Davis, el 30 de septiembre de 2006, que para el 2 de octubre estarían entrando en estudio para producir su nuevo disco. Actualmente, Davis ha declarado que experimentan con canciones de hasta 8 minutos de duración.
También se sabe que el baterista David Silveria decidió tomarse un descanso de la banda, por lo cual ha sido sustituido para el disco por Terry Bozzio, el cual trabajó con la banda en la octava producción que salió en junio de 2007.
El 7 de marzo salió al aire el estreno de MTV Unplugged: Korn, el cual fue grabado el 9 de diciembre en los estudios de MTV en el Times Square de Nueva York, contando con la colaboración de Amy Lee de Evanescence y Robert Smith junto con otros miembros de The Cure y que incluye una versión de Radiohead, el mundialmente conocido «Creep». Se trata un álbum acústico en vivo de la banda Korn lanzado mundialmente el 5 de marzo de 2007 y al día siguiente en los Estados Unidos. La performance, parte de la serie de MTV Unplugged, tuvo lugar en los estudios MTV en Times Square, Nueva York el 9 de diciembre de 2006 frente a un público de aproximadamente cincuenta personas. El show fue difundido en línea en MTV.com el 23 de febrero de 2007 y fue difundido en América, Europa y Asia desde el 2 de marzo de 2007. La exclusiva actuación acústica incluyó la participación de otros artistas de gran renombre incluyendo a The Cure y a Amy Lee, la cantante de Evanescence. Además, Chester Bennington de Linkin Park era miembro de la audiencia.
Después de grabar su primer álbum acústico, Korn decidió enfocarse a su octavo disco, el cual tendría un nuevo estilo. Este es el primer álbum en el que David Silveria no participa debido a que tomó un descanso por un año por lo cual la batería fue tomada por el baterista Terry Bozzio. "untitled", contrario a lo que muchos piensan, no es un See you on the other side, parte 2. Este disco ofrece una atmósfera oscura que no se veía desde Issues o Untouchables.
El octavo álbum de estudio de la banda californiana,(hasta ahora su único álbum sin título) vio la luz el 31 de julio de 2007. Este álbum cuenta con la colaboración de Terry Bozzio supliendo la baja por descanso de David Silveria. El primer sencillo fue «Evolution». Otros singles fueron «Hold on» y «Kiss». El disco fue producido por Atticus Ross y Korn; y mezclado por Terry Date, Alan Moulder y Atticus Ross. Además, «dedica» dos temas («Ever Be» y «Love & Luxury») a Brian Welch, ex guitarrista que abandonó la formación para dedicarse de lleno al cristianismo. Para más inri, "Head" anunció la próxima publicación de un libro titulado Me salvé de mí mismo: cómo encontré a Dios, dejé a Korn, le di una patada a las drogas y viví para contar la historia.[cita requerida] Davis opina al respecto: «Tenía que descargar. Me ha cabreado de verdad que vaya a sacar este libro y beneficiarse de soltar mierda sobre nosotros, los tiós que le dimos todo en su vida y lo pusimos donde está. Si no quieres estar en el grupo, de acuerdo, pero no salgas ahí a decir cosas malas sobre nosotros».
En teoría, este disco debería ser el último de Korn con Virgin Records, pero Davis asegura: «Vamos a salir de gira y esperamos que Virgin quiera hacer otro trato con nosotros. Tenemos una buena relación financiera».

### Korn III: Remember Who You Are (2010)

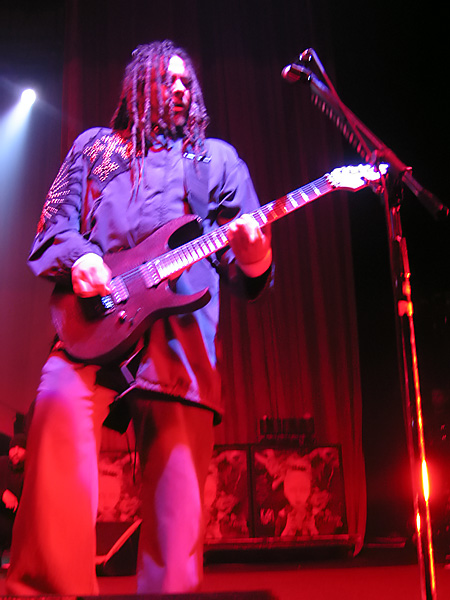
James Shaffer en concierto con Korn.

Es el noveno álbum de estudio de la banda estadounidense de nu metal Korn, lanzado el 13 de julio de 2010 y distribuido a través de la firma discográfica Roadrunner Records después de que Korn firmase con esta el 30 de marzo de 2010 un contrato de distribución. Producido por Ross Robinson, con quien no trabajaban desde 1996. Korn III – Remember Who You Are marcó el ingreso de Ray Luzier, como el batería de la banda, en reemplazo de David Silveria.
Jonathan Davis también anunció que el grupo se tomaría unas merecidas vacaciones para descansar y dejar fluir nuevos proyectos. Jonathan Davis dijo que el álbum sería simple. Este álbum no utilizaría Pro Tools; en abril de 2009 Jonathan Davis reveló que sería un álbum conceptual, y que líricamente giraría en torno a 5 temas. Davis identificaba la caída del hombre, las drogas, la religión, el poder, el dinero y el tiempo. En ese tiempo trabajaría en su nueva producción como solista que sería publicado a finales de este año.
En entrevista con Noise Creep, Davis habló sobre el contenido lírico del nuevo disco de Korn, el proceso de grabación, la relación de la banda con sus exintegrantes y su disco solista: «Esta semana el vocalista de Korn, Jonathan Davis, empezará a grabar sus vocales para las canciones del noveno disco de estudio de Korn, al cual ellos llaman Korn III. Este disco muestra a Korn trabajando una vez más con el productor Ross Robinson, quien produjo sus dos primeros discos, Korn (1994) y Life is Peachy (1996). Davis comenta que este es un regreso no intencional a las raíces del grupo, pero no será un disco concepto, como inicialmente estaba planeado».
«Es realmente de la vieja escuela..., como los primeros dos discos», dijo Davis. «Estamos regresando a nuestras raíces. Trabajar con Ross... es impresionante y suena totalmente diferente a lo que hemos hecho. Va más en la línea de los primeros dos discos y estamos realmente emocionados. Trabajar con Ross nos ha ayudado a evolucionar de manera natural. Nos ha tomado de vuelta al estilo de la vieja escuela, incluso en la manera en la que escribimos: nos sentamos todos juntos en un cuarto e hicimos este disco. Estamos muy emocionados... Ha tomado buena forma».
Davis y el resto de la banda —James "Munky" Sahffer en la guitarra, Reginald "Fieldy" Arvizu en el bajo y el baterista Ray Luzier— inicialmente querían que este fuera un disco conceptual en el que Davis identificaba cinco símbolos que, para él, muestran la decadencia de la humanidad (drogas, religión, poder, dinero y tiempo), pero las cosas cambiaron. «Se está transformando en algo más», dijo Davis. «El concepto era mi intención y estaba escribiendo las letras alrededor de eso. Pero otras cosas empezaron a salir y no puedo controlar lo que sale de mi interior. Así que esto es ahora, la música siempre cambia. Puedo empezar con un plan, pero se convierte en algo muy diferente. Tenemos 13 o 14 canciones terminadas y los chicos se turnan para grabar bajos y guitarras. La batería ya está totalmente grabada. Es nuestro disco más diverso y pienso que hará felices a todos nuestros fans, y todos estarán muy sorprendidos».
Ross Robinson hizo un comentario en Twitter sobre la grabación de las voces de Jonathan Davis para el nuevo disco de Korn: «La evolución humana del obsequio y el dar (en la música) ha alcanzado un nuevo nivel; el estudio se llenó de lágrimas de gratitud... ¡Dios mío! ¡Él está volviendo!».

### The Path of Totality(2011-2012)

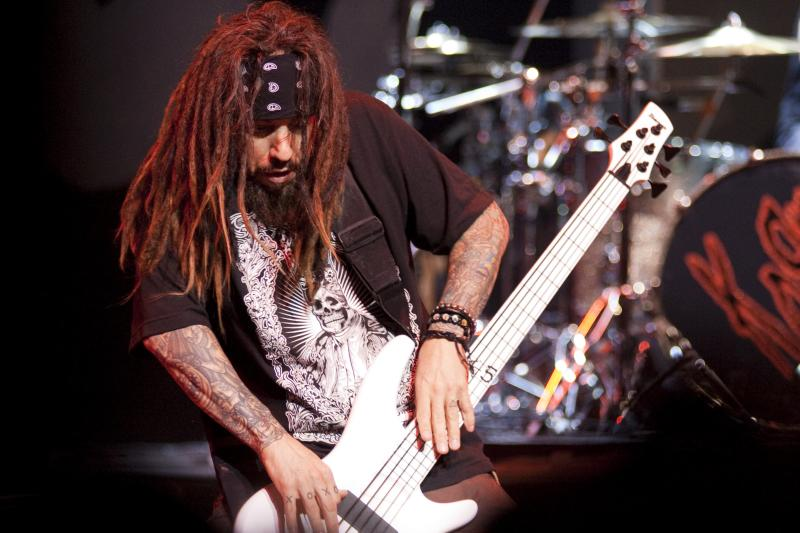
Reginald Arvizu en concierto con Korn.

De acuerdo al guitarrista James "Munky" Shaffer, Korn ha iniciado a escribir material nuevo para su próximo álbum. Él explica, "Tenemos probablemente tres canciones que escribimos un par, dos o tres meses atrás. Fuimos al estudio, escribimos algunas canciones, Jon hizo algunas demostraciones de las canciones en su computadora, y entonces los llevamos al estudio, tocamos en vivo para ellos y los mejoramos un poco. Luego, los bajamos y los grabamos. Son geniales. Me recuerdan un poco al estilo de Soundgarden, ese estilo de sonido de Seattle… solo uno de ellos. Las otras canciones son un poco diferentes, un poco más en el escenario de lo experimental en este momento. No quiero detallar demasiado. Definitivamente estamos avanzando, estaremos grabando probablemente en abril para probar y ajustar el sonido que estamos desarrollando." Jonathan Davis indicó en una entrevista con ARTISTdirect que uno de los temas que grabaron para el álbum presenta guitarra acústica, tentativamente titulada "Lullaby for a Sadist".
Jonathan Davis lanzó una muestra de 14 segundos en SoundCloud a fines de marzo, de una nueva canción titulada "Get Up!", con la aparición del artista dubstep/brostep/electro house Skrillex. "Get Up!" aparece en The Path of Totality. El álbum, lanzado el 2 de diciembre de 2011, presenta contribuciones de Skrillex, 12th Planet, Excision, Datsik, Downlink, Kill the Noise, Noisia, y Feed Me. Korn mostró la versión completa de "Get Up!" el 14 de abril a través de Spin. Adicionalmente, el sitio oficial de Roadrunner Records permitió a los fanes bajarse la canción gratuitamente el 18 de abril. La canción también fue presentada en varias estaciones de radio a través de los Estados Unidos, más notablemente en Sirius Octane, y ha recibido generalmente respuestas positivas entre las críticas y los fanes. "Get Up!" se puso disponible para su descarga en iTunes, Amazon MP3, y otros vendedores de música digital en los Estados Unidos y Canadá, el 10 de mayo de 2011. Cinco días después fue lanzado en UK. El sencillo promocional ha recibido unas cuantas escuchas para escalar en los diez del ranking de canciones de Rock Principales del Billboard y número veintiséis en Canciones Alternativas. Se han comprado 150 000 copias de "Get Up" en Estados Unidos de acuerdo a Nielsen SoundScan. "Narcissistic Cannibal" fue lanzado como segundo sencillo en octubre.
Korn hizo su primera aparición en Pointfest el 15 de mayo de 2011, en el Verizon Wireless Amphitheater en Maryland Heights, Misuri, y su segunda aparición Rock on the Range el 21 de mayo de 2011 en el Crew Stadium en Columbus, Ohio. Korn tocó en el Nova Rock Festival 2011 en Austra el 12 de junio de 2011, junto con Volbeat, Cavalera Conspiracy y otras bandas. Tocaron en el exterior en el Download Festival con Linkin Park y System of a Down, y durante el Summer Sonic Festival de Japan el 13 de agosto con Avril Lavigne, The Mars Volta, Ne-Yo y the Strokes. El 8 de junio de 2011 se anunció que Korn estaría componiendo el tema principal de Silent Hill: Downpour. The Path of Totality estuvo disponible para pre-ordenarse en Amazon.com e iTunes el 21 de octubre de 2011. El 9 de junio de 2011, Korn ganó el premio "Kerrang! Hall of Fame" en Kerrang! Awards 2011.
La banda también promocionó The Path of Totality durante un show llamado con el mismo nombre que el álbum. Korn dividió el show en tres secciones. Comenzaron tocando canciones "raras" de las primeras dos sesiones del álbum, incluyendo el lado-b "Proud". Continuaron una puesta en escena diferente, tocando varias de sus nuevas canciones. La banda terminó tocando varios de sus grandes hits. Otras apariciones fueron las de Datsik, Downlink y Dope D.O.D.
El 11 de abril de 2012, The Path of Totality ganó el "álbum del año" los premios Revolver Golden Gods 2012. Esta fue la primera vez para Korn en ganar en los premios Golden Gods. Esta ceremonia celebra lo mejor del Hard Rock y la música Heavy Metal.

### Controversia con "Head"
En septiembre de 2009 el guitarrista de Korn, Munky, en una entrevista con Altitude TV dijo que la banda no había negado una solicitud de Welch para regresar a Korn. En la entrevista Munky dice: «Brian se puso en contacto con nosotros recientemente porque quería volver a la banda; y no era el momento adecuado... para nosotros. Estamos haciéndolo bien. Es como cuando te divorcias de tu esposa, ella sigue su camino y tiene éxito, piensas “todavía está buena” y le dices: “Nena, ¿volvemos?”. Pero espera un momento... Todas las cosas se han dividido, y es como... Yo no veo que esto ocurra ahora. No va a ocurrir ahora».
Poco después, Welch respondió a la declaración a través de su Myspace, negando las afirmaciones:

Hace poco supe de una entrevista que dio Munky, donde dijo que me acerqué a Korn y pedí volver a la banda. Esto no es precisamente la verdad. La plena verdad es que hace aproximadamente un año, desde que Jonathan públicamente dijo que me quería de regreso a Korn, los mánagers de Korn habían pedido a mi mánager trabajar para hacerme volver a Korn. Las llamadas fueron iniciadas por los mánagers de Korn, no por el mío. Rechacé muchas de sus peticiones durante los últimos meses a través de mi mánager. Sin embargo, Fieldy me llamó personalmente durante la última gira de Korn en Europa y hablamos como amigos. También me dijo que si alguna vez quisiera reunirme con Korn, o abrirles un concierto como solista, la puerta siempre está abierta. Desde que Fieldy está sobrio y un cristiano como yo, pensé que puede ser una buena idea visitarlo, para ver lo que estaba haciendo y de qué se trataba. Lo pasé muy bien en mi reencuentro con Fieldy. Fui a su casa para reencontrarme con un viejo amigo. Las cosas que hablamos acerca de Korn fueron secundarias, pero fue discutido. Fieldy cree que Jonathan, Munky y todos deben volver a reunirse, y tal vez hablar de las posibilidades. Tanto Jonathan como Munky negaron esa reunión. Aprendí mucho visitando a Fieldy. Aprendí que amo y extraño a mis amigos, pero la visita me confirmó que tengo un tipo de vida diferente para volver a conectarme musicalmente o profesionalmente. En cuanto al comentario de Munky, «todo ha estado dividido», tampoco es muy cierto. De hecho, desde enero de 2005, cuando me fui, y en esos 4 años, Korn dejó de pagarme lo que se me debía de los discos que hice con ellos. Sin embargo, no creo que esto fuera hecho intencionalmente. Estamos tratando de ser pacientes y trabajar con sus mánagers para resolver los problemas financieros de manera que todo podrá ser dividido como habíamos acordado hace mucho tiempo en nuestros contratos. Me siento optimista sobre que podamos resolverlo como amigos. Sigo deseando lo mejor para Korn, incluyendo a todos mis amigos: Fieldy, Jonathan y Munky. ¿Y qué hay de David?, ¿no es su amigo?

Semanas más tarde, Jonathan Davis declaró en una entrevista con pulseoftheradio:

La esencia de Korn está intacta. Voy a decirles una cosa: todos los textos fueron hechos por Fieldy y Munky. Brian no estaba realmente allí para nada, porque estaba demasiado metido en las drogas y preocupándose por otras cosas. Así que el núcleo de Korn está ahí. David estaba allí para hacer ritmos, pero no estaba realmente allí. Y la adición de Ray como baterista... Le encanta tocar la batería y lo hace como lo hizo David. Estamos encantados de que nos encontramos a alguien que encaja en ese molde. Así que creo que tenemos los tres el núcleo de Korn.

### "Head" regresa de nuevo a Korn y la banda descarta a Silveria (2012-2013)

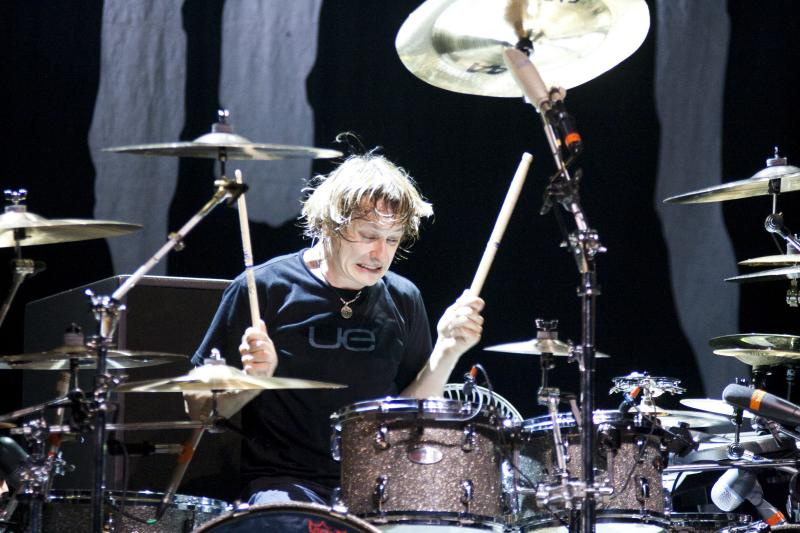
Ray Luzier en concierto con Korn.

Después de 8 años de separación y un reencuentro sin planear en el Carolina Rebellion, donde tocaron juntos “Blind”, la agrupación rompe toda la energía negativa reflejada en los últimos años entre sí, y vuelven a ser amigos, el primer paso para una reconciliación musical y creativa.
En noviembre de 2012 en una entrevista dada en Europa, Ross Robinson deja abierto el rumor de que Welch esté presente en el nuevo álbum de la banda y en la gira.
En diciembre de 2012 la agrupación se concentra en su nuevo álbum, producido por el reconocido productor, Don Gilmore.
A su vez la banda declara que para el próximo Rock On The Range que se celebrará los días 17, 18 y 19 de mayo en Columbus, Ohio, contarán con la presencia del exguitarrista y miembro fundador de la banda Brian "Head" Welch.
En enero de 2013 Head publica en su cuenta personal de Instagram imágenes que dan a entender que está en el mismo estudio en el que Korn se encuentra grabando su nuevo disco, haciendo crecer más los rumores de que no solo se trata de unos shows de reunión, sino una participación definitiva con la banda.
Desde el mes de diciembre hasta el mes de febrero, David Silveria crea una campaña de presión por medio de redes sociales para que los fans le pidan a la banda que el baterista también sea partícipe de esta reunión, hecho que logró un efecto contrario al hacer que la banda ratificara su negativa de verlo de nuevo por el momento.
En febrero de 2013 la banda anuncia múltiples shows en EE. UU. y Europa junto a Love And Death. En el mismo mes se le pregunta a Shaffer sobre una reunión permanente con el que considera “su viejo nuevo mejor amigo” (Welch), a lo que responde:

No lo he planeado, pero sí, esa es la esperanza, ese es el optimismo de esto", dijo. "Pero queremos hacer una cosa, y a la vez ver cómo se desarrolla y luego hablar de ello, en lugar de precipitarse a hacer algo y luego... todo el mundo es infeliz otra vez y hay una separación mala entre ambas partes. Eso es lo último que queremos. Así que vamos a ir paso a paso. […] Vamos a ver cómo van las cosas antes de los conciertos. Porque va a haber ensayos, va a haber interacciones, obviamente, porque tenemos que estar listos para los conciertos y cualquier cosa puede suceder. ¿Quién sabe?

En abril de 2013 la banda incluyendo a Head, se concentra en los Buck Owens Studios en Bakersfield, California, (estudio personal de la banda), para preparar la gira de reunión y conmemoración de los 20 años como grupo.
El 2 de mayo de 2013 el rumor se hace cierto, la revista Rolling Stone anuncia que Brian Head Welch es partícipe del álbum número 11 de Korn y es miembro oficial y permanente de la banda.

## Miembros

### Miembros actuales
- Jonathan Davis: voz, gaita (1993-presente), batería (2006-2008)
- Brian Welch: guitarra, coros (1993-2005, 2012-presente)
- James Shaffer: guitarra (1993-presente), coros (2005-presente)
- Ra Diaz: bajo (2021-presente)
- Ray Luzier: batería (2008-presente)

### Miembros anteriores
- David Silveria: batería (1993-2006)
- Reginald Arvizu: bajo (1993-2021)

### Banda de apoyo
La banda de apoyo solo toca junto a Korn en directo. Ninguno de los miembros de la banda de apoyo son considerados miembros oficiales de Korn. La mayoría de 2005, vestían máscaras de animales basadas en la cubierta de See You on the Other Side para ser distinguidos como la banda de apoyo. Durante 2007, los miembros han tocado sin máscaras, pero ocasionalmente tienen sus caras pintadas con diseños únicos en blanco y negro. Desde comienzos de 2008, la banda toca sin sus caras pintadas, y además con ropa ordinaria en vez de uniformes negros que vestían anteriormente.

#### Miembros temporales de grabación y tour
- Mike Bordin (Faith No More): batería (2000)
- Rob Patterson: guitarra (2005-2006, 2008)
- Kalen Chase (The Changing): coros, percusión (2005-2008)
- Michael Jochum (Zuma II): percusión (2006-2007)
- Zac Baird: teclado (2006-2016)
- Brooks Wackerman (ex Bad Religion, Avenged Sevenfold): batería (2007)
- Joey Jordison (ex Slipknot, Murderdolls): batería (2007)
- Christian Olde Wolbers: guitarra (2007)
- Terry Bozzio (durante la grabación de Untitled): batería (2007)
- Shane Gibson: guitarra (2007-2010, 2012)
- Clint Lowery: guitarra (2007)
- Wesley Geer: guitarra (2010-2012)
- Ryan Martinie (Mudvayne): bajo (2012)
- Tye Trujillo: bajo (2017)
- Davey Oberlin: teclado (2017-presente)
- Ra Díaz: bajo (2021-presente)
- JR Bareis: guitarra (2021)
- Aric Improta: batería (2021)

## Discografía

### Álbumes de estudio
- Korn (1994)
- Life Is Peachy (1996)
- Follow the Leader (1998)
- Issues (1999)
- Untouchables (2002)
- Take a Look in the Mirror (2003)
- See You on the Other Side (2005)
- untitled (2007)
- Korn III – Remember Who You Are (2010)
- The Path of Totality (2011)
- The Paradigm Shift (2013)
- The Serenity of Suffering (2016)
- The Nothing (2019)
- Requiem (2022)

## Premios y nominaciones
Ha obtenido ocho nominaciones a los premios Grammy, dos de los cuales han ganado (con Freak on a leash, Best Short Form Music Video en 1999 y con Here to stay, Best Metal Performance en 2003). Esta nominado para la edición de 2017 en la categoría mejor interpretación de metal (Best Metal Performance) por Rotting in Vain, del disco Serenity of Suffering.
También han obtenido varios Mtv, dos Kerrang! y un Revólver Gold Gods en 2012. En 2016 Korn ha ganado el premio Vanguard Awards. El bajista de KoRn ganó el premio mejor bajista 2016 en los premios Best Bassist at the 2017 APMAs.